# Krutilla József
Krutilla József (Nyírtelek, 1930. június 8. – ?, 2001. szeptember 14.) magyar grafikus, festőművész.

## Élete
Tanulmányait a Nyíregyházi Tanítóképzőben és Egerben, a Tanárképző Főiskolán végezte. Művésztanárként Gávavencsellő és Nyíregyháza gimnáziumaiban tanított. Tanulmányúton járt Bulgáriában, Jugoszláviában, majd 1970-ben a Solinai Nemzetközi Művésztelepen, Lengyelországban dolgozott. Bravúrosak tollrajzai, bensőségesek akvarelljei, líraiak táj- és városképei. Szabolcs-Szatmár-Bereg megye műemlékeiről harminc darabból álló sorozatot készített. 2001-ben hunyt el, posztumusz tárlatát 2003-ban rendezték meg.  Emlékére hirdetik meg évente az Országos Krutilla József Akvarellfestő Versenyt.

## Kiállításai

### Egyéni kiállításai
- Rakamaz, Kisgaléria (1968)
- Rzeszów, Lengyelország (1970)
- Vásárosnamény, Járási Művelődési Központ (1972)
- Nyíregyháza, ÁFÉSZ-székház (1972)
- Nyíregyháza, OMF kiállítóterme (1996)
- Nyírergyháza, Lippai Galéria (2003)

### Csoportos kiállításai
- Nyíregyháza (1968-1975)
- Budapest, Fészek Klub (1969)
- Rzeszów, Lengyelország (1971)
- Fehérgyarmat, Művelődési Központ (1980)
- Nyíregyháza, Bessenyei György Tanárképző Főiskola (1994)

## Művei gyűjteményekben
- Jósa András Múzeum, Nyíregyháza
- Móricz Zsigmond Könyvtár
- Sipos Gyűjtemény
- Vay Ádám Múzeum, Vaja

## Külső hivatkozások
- Krutilla József festő, grafikus[halott link]